# 대니얼 웹스터
대니얼 웹스터(Daniel Webster, 1782년 1월 18일 ~ 1852년 10월 24일)는 미합중국의 정치가, 법률가이다. 연방 하원 의원, 매사추세츠주 연방 상원 의원, 국무장관을 역임했다. 연방당, 휘그당에 소속되었다. 19세기 초반 미국을 대표하는 정치인 중 한 명이다. 상원의 이른바 ‘페이머스 파이브’의 한 명이다.

## 생애
웹스터는 1782년 1월 18일 뉴햄프셔주 솔즈베리에서 에벤에셀 웹스터와 애비게일(또는 이스트만) 부부의 아들로 태어났다. 부모는 작은 농장(아버지인 에벤에셀이 프렌치 인디언 전쟁의 대가로 얻은 것)을 운영했고, 그는 그곳에서 성장했다. 가족은 가난했지만 교육에 열심인 아들을 위해 가정 교사를 고용했고, 웹스터는 뉴햄프셔주 엑서터의 필립스 엑서터 아카데미에 입학했다.
웹스터는 엑시터 아카데미를 9개월 다니고 그만두었다. 어린 시절 그는 타인의 앞에서 말하는 것을 매우 두려워했으며, 학교 수업에 필요한 ‘낭독’에 대한 공포를 충분히 극복하지 못했다. 나중에 변론가로서 성공했음에도 불구하고 그는 학교에서 돌처럼 입을 다물고 부끄러워 눈물을 글썽이며 방에 들어갔다고 기록되어 있다. 아카데미를 짧은 기간에 떠난 이유는 분명하지 않지만, 어쩌면 그의 공포심에 대한 부모님이 무기력함으로 생각된다.
엑시터를 그만둔 뒤 그는 다트머스 대학에 입학해 파이 베타 카파 클럽을 1801년에 졸업했다. 여기서 그는 연설에 대한 두려움을 극복하기 위해 경이적인 기억력과 연설 원고 작성 능력을 활용했다. 그는 "United Fraternity" 문학 협회에 가입하여 연설 훈련을 했다. 그가 성공한 뒤 하노우아의 마을에서 독립기념일 연설을 그에게 의뢰했다. 다트머스를 1805년에 졸업하면서 그는 처음에 토마스 W. 톰슨, 이후 유능한 변호사 크리스토퍼 고어 휘하에서 일했고, 이어 뉴햄프셔 주로 돌아와 보스코엔에서 변호사를 개업했다. 1807년에는 포츠머스에 새 사무소를 개업했다.
1808년에 그는 그레이스 플레처(1828년 사망)와 결혼한다. 두 사람은 아들 찰스를 낳았다.

## 정치 경력

### 초기
변호사로 웹스터의 평판은 금세 높아졌으며, 이후 그는 연방당의 지도자가 되었다. 1812년에 그는 하원 의원으로 선출되면서 미영 전쟁 반대를 강하게 주장했다. 그는 2기를 지낸 뒤 1816년에 의회를 떠나 매사추세츠주 마쉬필드(보스턴의 65km남쪽, 플리머스의 근처)로 이사했다.

## 같이 보기
- 남북 전쟁의 원인

## 역대 선거 결과
| 선거명        | 직책명                          | 대수 | 정당       | 득표율  | 득표수 (선거인단) | 결과 | 당락                       |
| ------------- | ------------------------------- | ---- | ---------- | ------- | ----------------- | ---- | -------------------------- |
| 1812년 선거   | 하원의원 (뉴햄프셔 선거구)      | 13대 | 연방당     | 8.97%   | 18,597표          | 2위  | 뉴햄프셔주 하원의원 당선   |
| 1814년 선거   | 하원의원 (뉴햄프셔 선거구)      | 14대 | 연방당     | 8.71%   | 18,126표          | 3위  | 뉴햄프셔주 하원의원 당선   |
| 1822년 선거   | 하원의원 (매사추세츠 제1선거구) | 18대 | 연방당     | 62.88%  | 2,638표           | 1위  | 매사추세츠주 하원의원 당선 |
| 1824년 선거   | 하원의원 (매사추세츠 제1선거구) | 19대 | 연방당     | 100.00% | 3,669표           | 1위  | 매사추세츠주 하원의원 당선 |
| 1826년 선거   | 하원의원 (매사추세츠 제1선거구) | 20대 | 국민공화당 | 100.00% | 1,545표           | 1위  | 매사추세츠주 하원의원 당선 |
| 1827년 재선거 | 상원의원 (매사추세츠 제1부)     | 20대 | 국민공화당 | 100.00% | 1표               | 1위  | 매사추세츠주 상원의원 당선 |
| 1833년 선거   | 상원의원 (매사추세츠 제1부)     | 23대 | 국민공화당 | 100.00% | 1표               | 1위  | 매사추세츠주 상원의원 당선 |
| 1836년 선거   | 미국의 대통령                   | 8대  | 휘그당     | 2.74%   | 41,201표 (14명)   | 4위  | 낙선                       |
| 1839년 선거   | 상원의원 (매사추세츠 제1부)     | 26대 | 휘그당     | 100.00% | 1표               | 1위  | 매사추세츠주 상원의원 당선 |
| 1844년 선거   | 상원의원 (매사추세츠 제1부)     | 29대 | 휘그당     | 100.00% | 1표               | 1위  | 매사추세츠주 상원의원 당선 |
| 1852년 선거   | 미국의 대통령                   | 14대 | 연합당     | 0.22%   | 6,994표 (0명)     | 4위  | 사망                       |